# 부용 (벨기에)

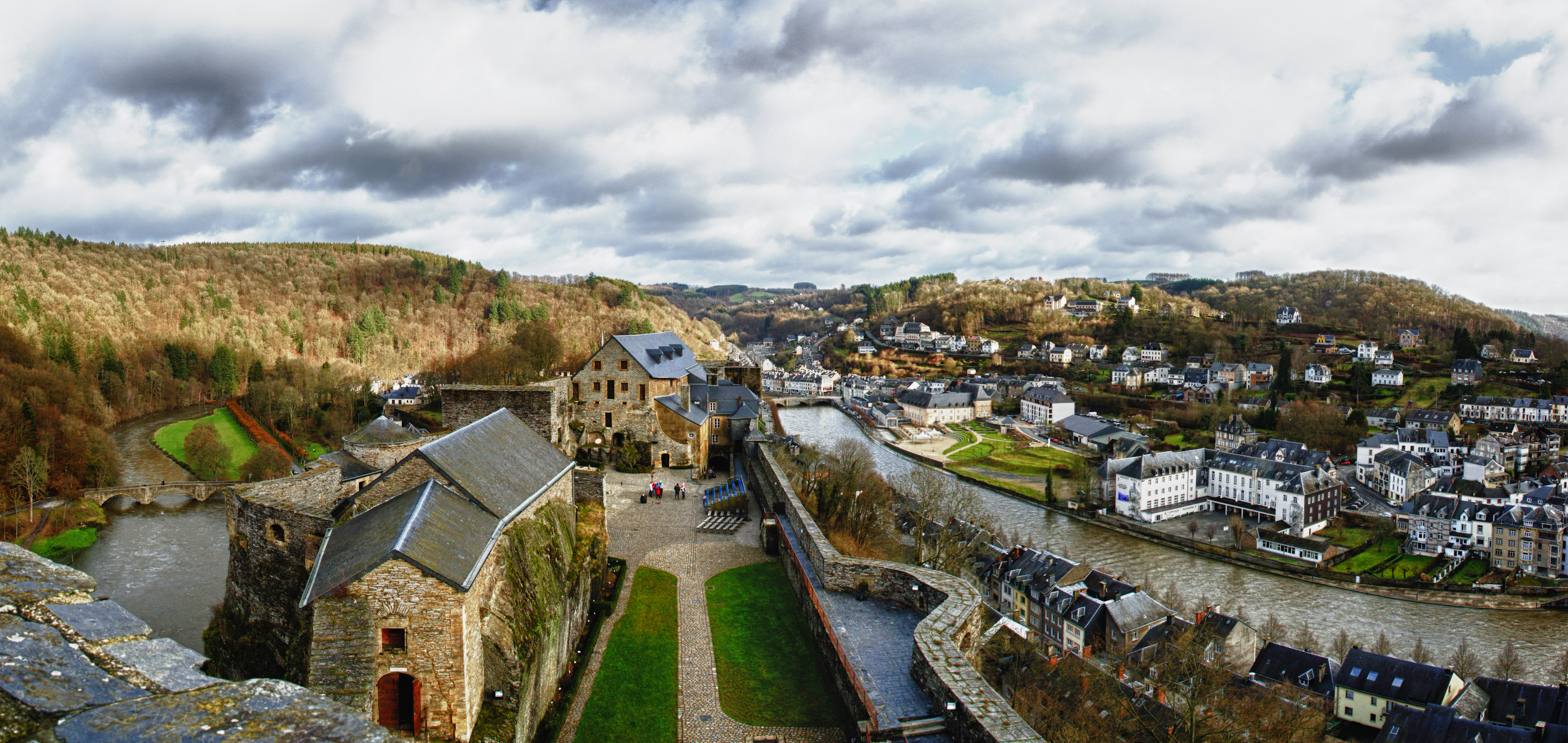
부용 시가지

부용(프랑스어: Bouillon)은 벨기에 왈롱 뤽상부르주에 위치한 도시로 면적은 149.09km2, 인구는 5,427명(2013년 1월 1일 기준), 인구 밀도는 36명/km2이다. 중세 시대에 건설된 부용 성으로 유명한 도시이다.

시기
시 문장